# Canadian Football League
La Canadian Football League (CFL) (fr. Ligue canadienne de football, sigla LCF) è la massima lega professionistica di football canadese, formata da squadre canadesi.
È una lega professionistica a nove squadre divise in due divisioni, quattro nella Est e cinque nella Ovest.
Durante la stagione regolare di 19 giornate, che inizia nel fine settimana della festa nazionale detta Canada Day (1º luglio) e termina ai primi di novembre, ogni squadra gioca 18 partite e osserva un turno di riposo. A novembre, a conclusione della stagione regolare, sei delle nove squadre disputano i play-off della durata di tre settimane, i quali culminano nel Grey Cup championship, che fu giocato per la prima volta nel 1909 ed è l'evento sportivo e televisivo più seguito dell'anno.
La CFL fu fondata ufficialmente nel 1958, ma affonda le sue radici nel decennio 1860-1870. È il livello di football più alto praticato in Canada, e la lega sportiva più popolare nel paese dopo la NHL di hockey su ghiaccio (che raggruppa squadre statunitensi e canadesi).
Diverse partite di questa lega furono trasmesse in Italia dai canali Mediaset negli anni ottanta del secolo scorso.

## Storia
Le origini della lega affondano nel rugby praticato in Canada negli anni sessanta del XIX secolo, e molte delle prime squadre di football canadesi giocarono sotto l'egida della Canadian Rugby Football Union (CRFU), fondata nel 1884. La federazione fu riorganizzata nella Canadian Rugby Union (CRU) nel 1892, e raggruppò sotto un'unica organizzazione le numerose leghe esistenti. La Grey Cup fu donata dal Governatore Generale del Canada Earl Grey nel 1909 alla squadra vincitrice del Senior Amateur Football Championship of Canada.
Da quel momento, lo sport praticato si distinse nettamente e progressivamente dal rugby da cui originava. Fra gli anni trenta e cinquanta le due leghe senior della CRU, la Interprovincial Rugby Football Union (IRFU) e la Western Interprovincial Football Union (WIFU) passarono gradualmente da dilettantistiche a professionistiche, e squadre di dilettanti come quelle della Ontario Rugby Football Union (ORFU), non furono più competitive nelle sfide per la coppa. L'ORFU abbandonò la corsa alla Grey Cup nel 1954, dando così il via all'era moderna del football canadese, in cui concorrono al trofeo solo squadre professionistiche; dal 1965 i migliori team canadesi dilettanti gareggiano nel Canadian Inter university Sport (CIS) per la Vanier Cup.
Nel 1956 la IRFU and WIFU si unirono nella Canadian Football Council (CFC), e nel 1958 la CFC lasciò la CRU, diventando la Canadian Football League.
Inizialmente non c'erano incontri interdivisionali fra squadre orientali (IRFU) e occidentali (WIFU) tranne che per la finalissima della Grey Cup. Questa formula mutò leggermente nel 1961 e dal 1981 il calendario è completamente incrociato tra le due divisioni.
Le storie separate di IRFU e WIFU giustificano il fatto che due squadre abbiano avuto praticamente lo stesso nome: nella IRFU gli Ottawa Rough Riders furono spesso chiamati "Eastern Riders", mentre nella WIFU i Saskatchewan Roughriders furono chiamati "Western Riders" o "Green Riders".
Dopo l'ammissione dei British Columbia Lions nel 1954, la lega rimase stabile con nove franchigie: (British Columbia Lions, Calgary Stampeders, Edmonton Eskimos, Saskatchewan Roughriders, Winnipeg Blue Bombers, Hamilton Tiger-Cats, Toronto Argonauts, Ottawa Rough Riders, Montreal Alouettes) fino al 1982, quando gli Alouettes fallirono e furono rimpiazzati dai Concordes. Nel 1986 i Concordes furono rinominati Alouettes per ingraziarsi più pubblico, ma fallirono l'anno seguente. La fine degli Alouettes, lasciò solo tre squadre nella East Division rispetto ai cinque della West Division, cosicché i Winnipeg Blue Bombers vennero spostati di divisione, sebbene la città non si possa dire parte del Canada orientale.
A metà degli anni novanta la CFL provò ad espandersi negli Stati Uniti. Nacquero franchigie di football canadese in quelle città che a quel tempo non ospitavano squadre professioniste di football americano: Baltimora, Birmingham, Las Vegas, Memphis, Sacramento e San Antonio. 
La concorrenza di NFL e football universitario oltre alla mancanza di un contratto televisivo negli Usa, portò al fallimento di questo allargamento. Tutte le squadre americane chiusero ad eccezione degli unici vincitori statunitensi della Grey Cup, i Baltimore Stallion, che vennero trasferiti a Montréal facendo così rinascere gli Alouettes.
Nel 1996 chiuse anche la storica franchigia dei Rough Raiders di Ottawa. Nel 2002 la capitale canadese ospitò un'altra squadra, i Renegades, però la franchigia fallì dopo soli tre anni.
Nel 2008 la lega ha approvato la fondazione di una nuova franchigia che ha iniziato a giocare nel campionato 2014, gli Ottawa RedBlacks, riportando il numero delle squadre a nove.

## Squadre
| Squadra                  | Città         | Stadio                           | Fondazione    | Capo-allenatore  |
| East Division            | East Division | East Division                    | East Division | East Division    |
| ------------------------ | ------------- | -------------------------------- | ------------- | ---------------- |
| Hamilton Tiger-Cats      | Hamilton, ON  | Tim Hortons Field                | 1869          | Kent Austin      |
| Montreal Alouettes       | Montréal, QC  | Percival Molson Memorial Stadium | 1946          | Tom Higgins      |
| Ottawa Redblacks         | Ottawa, ON    | TD Place Stadium                 | 2010          | Rick Campbell    |
| Toronto Argonauts        | Toronto, ON   | BMO Field                        | 1873          | Scott Milanovich |
| West Division            |               |                                  |               |                  |
| BC Lions                 | Vancouver, BC | BC Place                         | 1954          | Mike Benevides   |
| Calgary Stampeders       | Calgary, AB   | McMahon Stadium                  | 1909          | John Hufnagel    |
| Edmonton Elks            | Edmonton, AB  | Commonwealth Stadium             | 1949          | Chris Jones      |
| Saskatchewan Roughriders | Regina, SK    | Mosaic Stadium                   | 1910          | Corey Chamblin   |
| Winnipeg Blue Bombers    | Winnipeg, MB  | Investors Group Field            | 1930          | Michael O'Shea   |

## Albo d'oro
- Edmonton Elks: 11
- Winnipeg Blue Bombers: 9
- Toronto Argonauts: 8
- Calgary Stampeders: 7
- BC Lions: 6
- Hamilton Tiger-Cats: 6
- Montreal Alouettes: 6
- Saskatchewan Roughriders: 4
- Ottawa Redblacks: 1
- Baltimore Stallions: 1